# Postulat Euklidesa

Piąty postulat Euklidesa

Postulat Euklidesa, postulat równoległości, piąty aksjomat Euklidesa – jeden z aksjomatów geometrii euklidesowej. Ma on postać:
Jeżeli prosta przecina dwie proste, tworząc dwa kąty wewnętrzne po tej samej stronie o sumie mniejszej niż dwa kąty proste, to te dwie proste przecinają się po tej stronie, po której znajdują się owe kąty wewnętrzne.
Nazwa piąty postulat jest nazwą historyczną, wynikającą z kolejności jego występowania w Elementach autorstwa Euklidesa. Spośród wielu określeń tego postulatu, określenie postulat Euklidesa, choć bardzo popularne, jest nieco mylące, bowiem każdy z pięciu postulatów jest postulatem Euklidesa i w równej mierze konstytuuje geometrię euklidesową.
Euklides w Elementach, zgodnie z metodologią Arystotelesowską, osobno wyliczał aksjomaty (tj. aksjomaty logiczne i identyczności w dzisiejszej terminologii) i postulaty (tj. aksjomaty pozalogiczne). We współczesnej metodologii nauk określeń postulat i aksjomat używa się zamiennie, stąd niekiedy piąty postulat nazywa się nieprecyzyjnie piątym aksjomatem Euklidesa.

## Historia
Wyjątkowość piątego postulatu wynikała z tego, że od początku wydał się bardziej skomplikowany od pozostałych. Nasuwało to podejrzenia, że może on być wnioskiem z pozostałych, bowiem zgodnie z ówczesnymi wyobrażeniami każdy postulat powinien być prosty i oczywisty. Ponieważ piąty postulat nie był ani prosty, ani oczywisty, całe pokolenia matematyków próbowały go dowieść na podstawie pierwszych czterech. Wszystkie te próby – choć nie mogły się powieść – walnie przyczyniły się do uściślenia pojęć, wysublimowania metod dowodowych. Było to zagadnienie wytyczające przez wiele wieków kierunki rozwoju geometrii.
Na początku XVIII w. matematycy jak dotąd bezskutecznie zmagający się z problemem piątego postulatu zmienili podejście: zamiast podejmować kolejne próby jego dowodzenia, zaczęli starannie wyodrębniać twierdzenia wynikające z wyłącznie pierwszych czterech postulatów, a dołączając zaprzeczenie piątego postulatu, starali się uzyskać sprzeczność. Nieświadomie stworzyli przy tym podwaliny geometrii absolutnej, czyli geometrii opartej na pierwszych czterech postulatach Euklidesa. Największe zasługi mają tutaj Giovanni Gerolamo Saccheri i Johann Heinrich Lambert.
Przez wiele lat podejmowane nieskuteczne próby znalezienia sprzeczności zrodziły najpierw podejrzenia, a potem przekonanie, że takiej sprzeczności po prostu nie ma, a teoria z zaprzeczonym piątym postulatem jest jak najbardziej poprawna (Gauss, Bolyai, Łobaczewski). Stworzenie przez Kleina modelu dla takiej teorii definitywnie zamknęło problem – aksjomat ten okazał się niezależny od pierwszych czterech.
Współcześnie geometria absolutna jest teorią, która ma dokładnie dwa rozszerzenia do teorii kategorycznej w zależności od tego, czy dołączy się do niej aksjomat Euklidesa o równoległych, czy też jego zaprzeczenie. W pierwszym przypadku jest to geometria euklidesowa, w drugim – geometria hiperboliczna.

## Zdania równoważne
W zasadzie aż do XVII w. wszystkie próby udowodnienia aksjomatu Euklidesa sprowadzały się do „przemycenia” zdania, które dowodzący uważał za wynikające z pierwszych czterech postulatów, a które okazywało się być zdaniem równoważnym piątemu postulatowi. Za każdym razem skutkowało to dalszym przedłużaniem listy takich zdań.
Oto wybór niektórych takich zdań, pominięto w nim oryginalny piąty postulat:
1. Do danej prostej przez dany punkt można poprowadzić co najwyżej jedną prostą rozłączną (John Playfair, 1785)[3].
2. Na każdym trójkącie można opisać okrąg (Wolfgang Bolyai, ojciec Janosa)[4].
3. Wysokości trójkąta przecinają się[d][5].
4. Przez dowolny punkt wnętrza kąta wypukłego można poprowadzić prostą przecinającą oba jego ramiona[e][6] (Legendre ok. 1800).
5. Prostopadła i pochyła do danej prostej zawsze się przecinają (Legendre)[7].
6. Suma kątów wewnętrznych trójkąta jest równa dwóm kątom prostym[8].
7. Istnieje czworokąt, którego suma kątów wewnętrznych jest równa czterem kątom prostym[9].
8. Istnieje prostokąt.
9. Istnieją trzy różne współliniowe punkty tak samo odległe od danej prostej (Posidonius I w. n.e.)[9].
10. Istnieją dwa trójkąty podobne, ale nieprzystające (Wallis ok. 1650)[10].
11. Odległość między nieprzecinającymi się prostymi jest ograniczona z góry (Proklos)[11].
12. Istnieje prosta p i istnieje punkt A nie należący do prostej p, przez który można poprowadzić najwyżej jedną prostą rozłączną z prostą p.
13. Istnieje trójkąt, którego suma kątów wewnętrznych równa się dwóm kątom prostym.
14. Rzut prostopadły jednej prostej na inną nieprostopadłą jest zawsze prostą.

Równoważność powyżej zamieszczonych zdań polega na tym, że
- uzupełniając aksjomatykę geometrii absolutnej o dowolne z nich można dowieść każde z pozostałych,
- uzupełniając ją o zaprzeczenie dowolnego z nich można dowieść zaprzeczenia każdego z pozostałych.

Niektóre z powyższych zdań układają się w pary zdań równoważnych, dla których wynikanie w jedną stronę jest trywialne: [6]→ [13], [1]→ [12], wynikanie w drugą stronę wymaga jakiegoś dowodu, np. [12]→ [1] patrz.

## Aksjomat Euklidesa w geometrii afinicznej
Pierwszy z aksjomatów na powyższej liście jest afiniczną wersją piątego postulatu:

Do danej prostej, przez dany punkt, można poprowadzić co najwyżej jedną prostą rozłączną.

Jego zaletą jest to, że nie odwołuje się do pojęcia kąta prostego, odległości ani do pojęcia porządku (jak w czwartym z wymienionych na liście). Dlatego też jest również wykorzystywane w aksjomatykach geometrii afinicznej.

## Literatura dodatkowa
- K. Borsuk, W. Szmielew, Podstawy geometrii, Państwowe Wydawnictwo Naukowe, Warszawa 1972, seria: Biblioteka Matematyczna, tom 55.
- M. Kordos, L. Włodarski, O geometrii dla postronnych, PWN, Warszawa, 1981, Biblioteka Problemów 274.